# Seleção Croata de Futsal
A Seleção Croata de Futsal é a seleção oficial de futebol de salão da Croácia, que tem como unidade organizadora a Federação Croata de Futebol (Hrvatski Nogometni Savez).

## Estatísticas

### Mundial de Futsal
| Croácia na Copa do Mundo de Futsal | Croácia na Copa do Mundo de Futsal | Croácia na Copa do Mundo de Futsal | Croácia na Copa do Mundo de Futsal | Croácia na Copa do Mundo de Futsal | Croácia na Copa do Mundo de Futsal | Croácia na Copa do Mundo de Futsal | Croácia na Copa do Mundo de Futsal |
| Ano                                | Rodada                             | Pld                                | W                                  | D                                  | L                                  | GS                                 | GA                                 |
| ---------------------------------- | ---------------------------------- | ---------------------------------- | ---------------------------------- | ---------------------------------- | ---------------------------------- | ---------------------------------- | ---------------------------------- |
| 1989                               | Não se classificou                 | Não se classificou                 | Não se classificou                 | Não se classificou                 | Não se classificou                 | Não se classificou                 | Não se classificou                 |
| 1992                               | Não se classificou                 | Não se classificou                 | Não se classificou                 | Não se classificou                 | Não se classificou                 | Não se classificou                 | Não se classificou                 |
| 1996                               | Não se classificou                 | Não se classificou                 | Não se classificou                 | Não se classificou                 | Não se classificou                 | Não se classificou                 | Não se classificou                 |
| 2000                               | 2ª fase                            | 6                                  | 3                                  | 0                                  | 3                                  | 18                                 | 15                                 |
| 2004                               | Não se classificou                 | Não se classificou                 | Não se classificou                 | Não se classificou                 | Não se classificou                 | Não se classificou                 | Não se classificou                 |
| 2008                               | Não se classificou                 | Não se classificou                 | Não se classificou                 | Não se classificou                 | Não se classificou                 | Não se classificou                 | Não se classificou                 |
| 2012                               | Não se classificou                 | Não se classificou                 | Não se classificou                 | Não se classificou                 | Não se classificou                 | Não se classificou                 | Não se classificou                 |
| 2016                               | Não se classificou                 | Não se classificou                 | Não se classificou                 | Não se classificou                 | Não se classificou                 | Não se classificou                 | Não se classificou                 |
| 2021                               | Não se classificou                 | Não se classificou                 | Não se classificou                 | Não se classificou                 | Não se classificou                 | Não se classificou                 | Não se classificou                 |
| 2024                               | Oitavas de final                   | 4                                  | 1                                  | 0                                  | 3                                  | 9                                  | 12                                 |
| Total                              | 2/10                               | 10                                 | 4                                  | 0                                  | 6                                  | 27                                 | 27                                 |

### Europeu de Futsal
| Ano   | Fase             | Pts              | V                | E                | D                | GP               | GC               |
| ----- | ---------------- | ---------------- | ---------------- | ---------------- | ---------------- | ---------------- | ---------------- |
| 1996  | Não classificado | Não classificado | Não classificado | Não classificado | Não classificado | Não classificado | Não classificado |
| 1999  | 1ª fase          | 3                | 1                | 0                | 2                | 8                | 14               |
| 2001  | 1ª fase          | 3                | 1                | 0                | 2                | 2                | 9                |
| 2003  | Não classificado | Não classificado | Não classificado | Não classificado | Não classificado | Não classificado | Não classificado |
| 2005  | Não classificado | Não classificado | Não classificado | Não classificado | Não classificado | Não classificado | Não classificado |
| 2007  | Não classificado | Não classificado | Não classificado | Não classificado | Não classificado | Não classificado | Não classificado |
| 2010  | Não classificado | Não classificado | Não classificado | Não classificado | Não classificado | Não classificado | Não classificado |
| 2012  | 4º lugar         | 4                | 2                | 1                | 1                | 10               | 10               |
| 2014  | 8º lugar         | 3                | 0                | 2                | 1                | 7                | 8                |
| 2016  | 9º lugar         | 2                | 0                | 1                | 1                | 4                | 6                |
| 2018  | Não classificado | Não classificado | Não classificado | Não classificado | Não classificado | Não classificado | Não classificado |
| 2022  | 1ª fase          | 3                | 1                | 0                | 2                | 6                | 10               |
| Total | 6/12             | 18               | 5                | 4                | 9                | 37               | 57               |